# Clan MacLean
MacLean ist der Name eines schottischen Clans, der aus den südlichen Inneren Hebriden und den angrenzenden Landgebieten stammt, insbesondere Jura, Mull und Morvern.

## Geschichte
Stammvater ist Gilleathain na Tuaidh („Gillian von der Streitaxt“), der im 13. Jahrhundert lebte. Die MacLean wurden schnell zu Unterstützern der mächtigen MacDonalds und ihres Anspruches auf den Titel des Lord of the Isles („Herr der Inseln“); so fiel 1411 etwa der Chief in der Schlacht von Red Harlaw. Das Stammschloss, Duart Castle auf Mull, ging 1910 wieder in den Besitz des Clans über.
Das Motto der MacLean lautet Virtue mine honour („Tugend ist meine Ehre“).

## Zweig der MacLeans in Preußen und in Deutschland
1753 wanderte der 1736 auf der schottischen Insel Coll (Innere Hebriden), wahrscheinlich auf der Farm Grishipol geborene Archibald MacLean nach Preußen aus. Die Gründe hierfür sind unklar, dürften aber in der politischen und wirtschaftlichen Lage in Schottland nach der Niederschlagung des letzten Jakobiten-Aufstandes durch die Schlacht bei Culloden zu suchen sein. Er landete am 22. August 1753 in Danzig, war als Kaufmann in der Stadt Memel (jetzt: Klaipėda in Litauen) tätig und siedelte dann nach Königsberg über, wo er am 15. Oktober 1810 starb. Am 17. September 1761 heiratete er die von schottischen Einwanderern abstammende Marie Simpson (1736–1806). Sie hatten sechs Kinder und begründeten den noch heute existierenden Zweig des Clans MacLean in Preußen bzw. später in Deutschland.

## Bilder

Clan-Abzeichen und Motto
Wappen der MacLeans (of Duart)
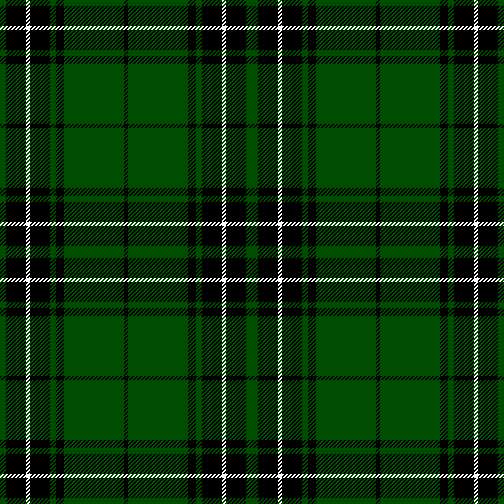
Tartan

## Bekannte Vertreter
- Lauchlan (II.) MacLean (1805–1879), deutscher Verwaltungs- und Ministerialbeamter und Parlamentarier, zuletzt Direktor im preußischen Handelsministerium, 1874–1879 Zwingherr der Gesetzlosen Gesellschaft zu Berlin
- Harry MacLean (1908–1994), deutscher Kunstmaler, Bildhauer, Sgraffito-, Glas- und Glockenzier-Künstler
- Charles Maclean, Baron Maclean (1916–1990), Lord Chamberlain of the Household, 27. Chief des Clan MacLean